# NGC 6423
NGC 6423 (другие обозначения — MCG 11-21-16, ZWG 321.27, ARAK 524, PGC 60576) — галактика в созвездии Дракон.
Этот объект входит в число перечисленных в оригинальной редакции «Нового общего каталога».